# Bismarckstraße 47 (Bad Honnef)

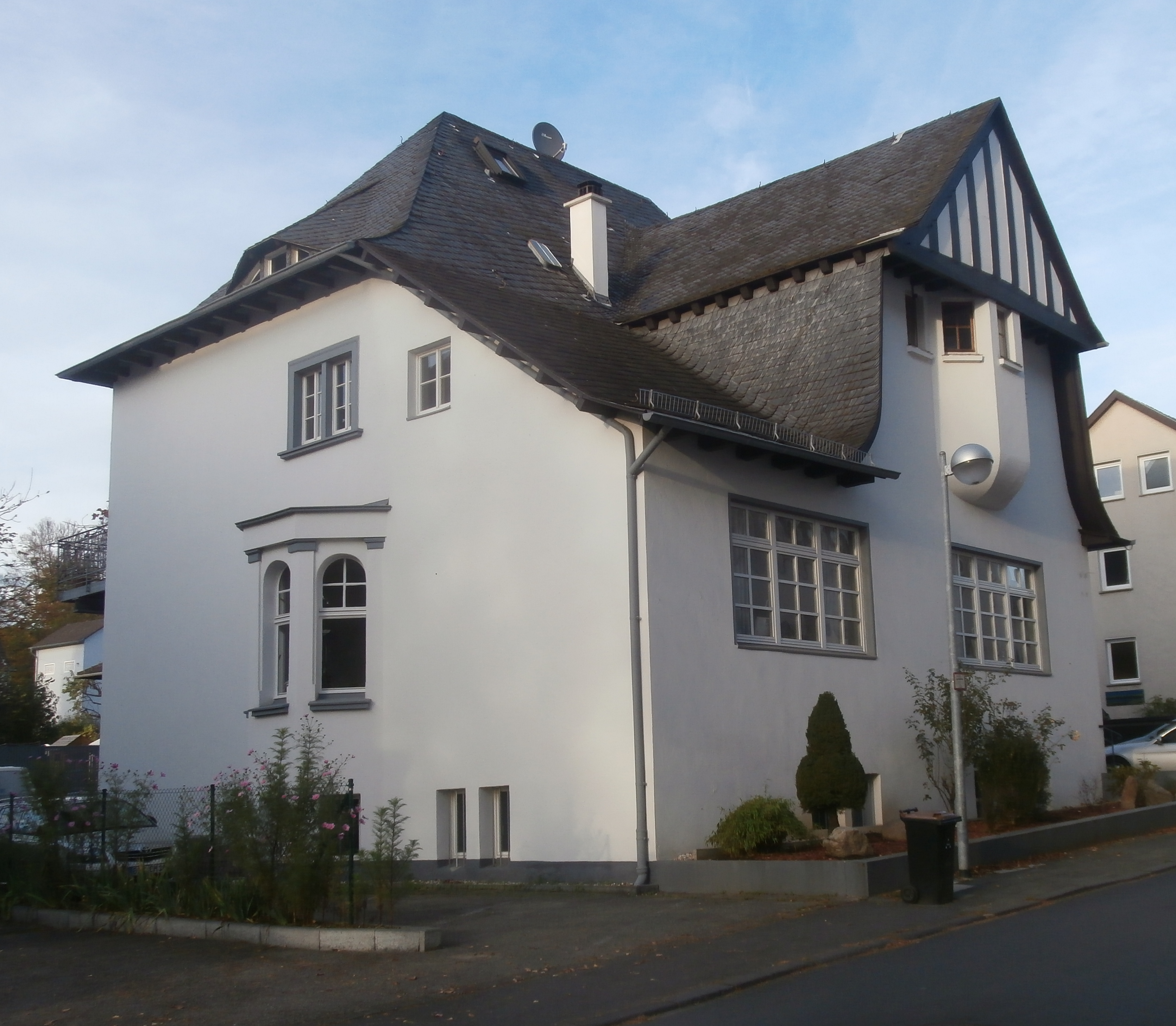
Bismarckstraße 47, Straßenansicht von Südwesten (2013)

Das Gebäude Bismarckstraße 47 ist ein ehemaliges Schulhaus in Bad Honnef, einer Stadt im nordrhein-westfälischen Rhein-Sieg-Kreis, das 1905/06 errichtet wurde. Es steht als Baudenkmal unter Denkmalschutz.

## Geschichte

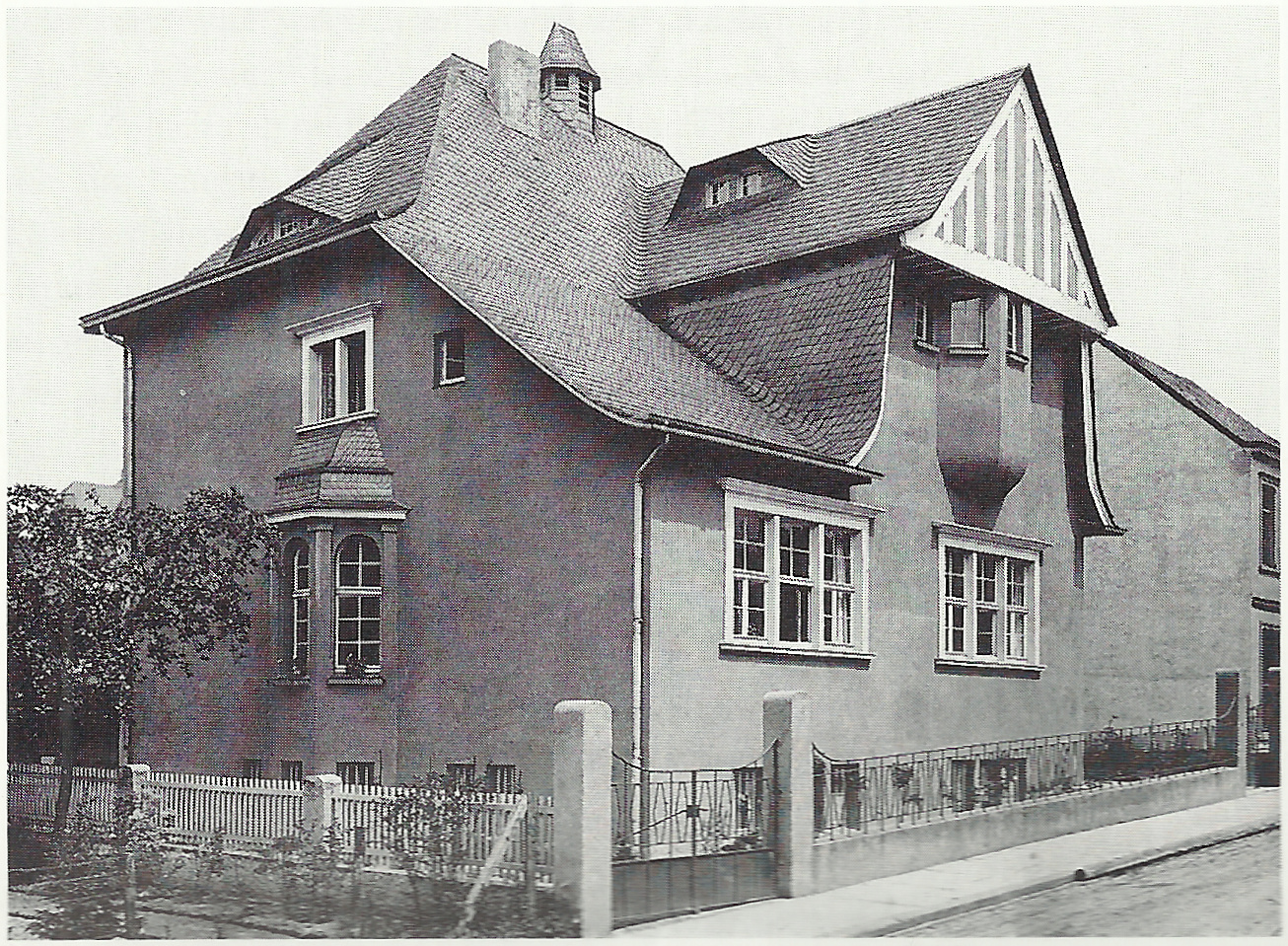
Höhere Töchterschule, Straßenansicht von Südwesten (um 1908)

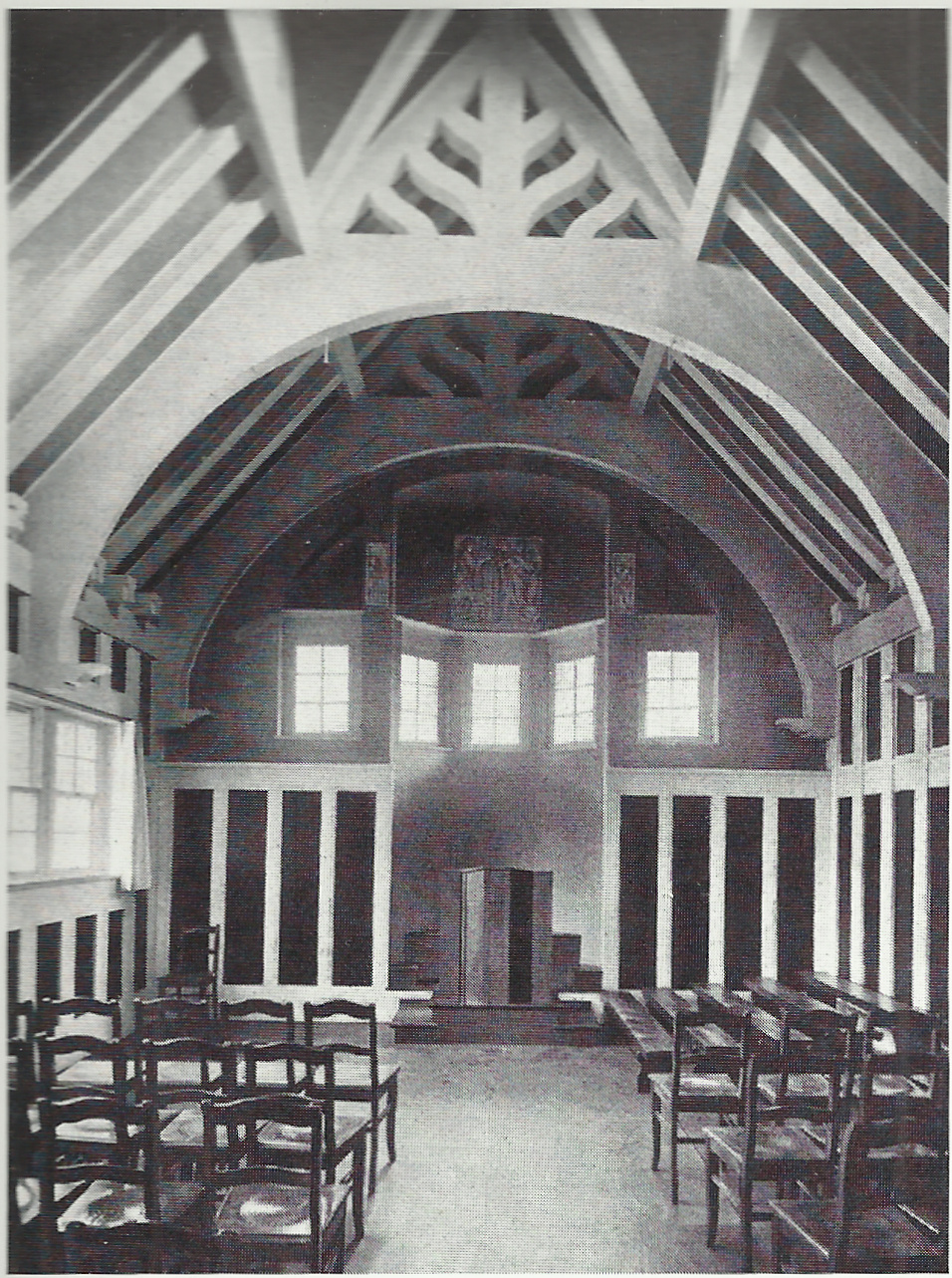
Höhere Töchterschule, Aula (um 1907)

Das Gebäude entstand gemeinsam mit einer benachbarten Turnhalle (heute abgerissen) als Höhere Töchterschule nach einem Entwurf des Architekten und Regierungsbaumeisters Wilhelm Freiherr von Tettau. Die Initiative zum Bau des neuen Schulhauses ging von dem als Bauherr auftretenden Verleger Wilhelm Girardet aus, der sich seinerzeit in Honnef in dem ebenfalls von Tettau entworfenen, in unmittelbarer Nähe gelegenen Feuerschlößchen niederließ. Girardet stiftete die Gebäude der Evangelischen Höheren Töchterschule. Am 27. November 1905 wurde der Bauantrag für das Schulhaus gestellt, am 18. Juni 1906 erfolgte die Rohbauabnahme und am 29. September 1906 die Schlussabnahme. Die Ausführung wich von den ursprünglich eingereichten Plänen in einigen Punkten ab. Dokumentiert wurden sie in einem ausgereifteren Stadium von der Zeitschrift Der Baumeister. 1907 beantragte Girardet vergeblich eine Öffnung der Schule auch für Jungen. 1909 fand der Neubau Eingang in die von Ernst Vetterlein geführte Sammlung vorbildlicher Schulhausbauten.:68 Anfänglich hatte die Schule 30 Schüler, die ab 1913 nach dem Lehrplan der Gymnasien unterrichtet wurden; 1919 war die Schüleranzahl auf 42 angestiegen.
In der Zeit des Nationalsozialismus wurde die Schule geschlossen und das Schulgebäude sowie die Turnhalle anschließend zum Gemeindehaus und Jugendheim umgebaut. In den 1930er-Jahren erfuhr die Fassade des Gebäudes erste Veränderungen, auf die in späteren Jahrzehnten weitere folgten. Heute wird es als Wohnhaus genutzt. Die Eintragung des Gebäudes in die Denkmalliste der Stadt Bad Honnef erfolgte am 23. November 1990.

## Architektur
Das Gebäude befindet sich auf einem annähernd quadratischen Grundriss, der durch einen niedrigeren Eingangs-Anbau erweitert wird. Es ist zweigeschossig über einem Bruchsteinsockel errichtet und wird nach oben hin von einem verschieferten Krüppelwalmdach abgeschlossen, das zur Straße hin einen Mansardgiebel mit Ständerfachwerk enthält. Unterhalb des Fachwerkgiebels hängt ein polygonaler Erker; ein weiterer an der Westseite des Erdgeschosses markiert die Position des Flurs. Der Anbau besitzt ein Satteldach und war mit dem Hauptgebäude ursprünglich über ein Treppenhäuschen verklammert. Ebenfalls nicht erhalten haben sich zwei Dachgauben, die Hauben der Erker und die Fenstersprossen (heute verändert wiedereingefügt). Die Verputzung des Mauerwerks oberhalb des Sockels war ursprünglich lehmfarbig (heute weiß), das Fachwerk weiß gestrichen (heute dunkelbraun).:68
Die ursprüngliche Innenausstattung ist weitgehend erhalten geblieben. Die ehemaligen (vier) Klassenzimmer hatten eine Größe von rund 30 m² und besitzen große, dreiteilige Fenster. Im Obergeschoss und Dachstuhl befindet sich die Aula, die ehemals innerhalb des hängenden Erkers eine Kanzel enthielt und besonders prunkvoll im Stil der Arts and Crafts-Bewegung ausgestattet ist. Dazu gehören Gipsabdrücke von Reliefs aus der Renaissance, darunter einer aus der von Luca della Robbia geschaffenen Sängerkanzel der Kathedrale von Florenz, der musizierende Frauen und spielende Kinder zeigt. Das Treppenhaus ist mit Eisenstabgittern sowie einer Wandverkleidung mit rauen Tonklinkern und einer von Atlant und Karyatide gestützten Kassettendecke ausgestattet.:71

„Wie empfindlich diese subtile Komposition [von Fenstergruppen, polygonalen Erkerformen, eckigen Gauben und Dachflächen] ist, beweisen auch die Veränderungen, die an der Höheren Töchterschule im Laufe der Jahrzehnte vorgenommen wurden. (…) Dadurch verloren die Fassaden, bei denen Tettau auf plastischen Schmuck ganz verzichtete, einen Gutteil ihres inneren Zusammenhaltes und ihrer künstlerischen Spannung.“